# Andris Šķēle
Andris Šķēle (* 16. ledna 1958, Ape) je lotyšský politik a obchodník. Dvakrát byl premiérem Lotyšska, v letech 1995–1997 jako nestraník a v letech 1999–2000 jako představitel konzervativní Lidové strany (Tautas partija), kterou založil roku 1998. V roce 2003 odešel z politiky, byl nicméně nadále považován za šedou eminenci strany. V roce 2009 se do politiky vrátil a ujal se oficiálně funkce předsedy strany. Je považován za jednoho z nejbohatších lidí v Pobaltí.